# Hecht (Band)
Hecht ist eine Schweizer Rockpopband, die in Mundart (Schweizerdeutsch) singt.

## Bandgeschichte
Stefan Buck und Christoph Schröter stammen aus dem Luzerner Seetal und kennen sich von Jugend an. Zusammen mit Rolf Furrer gründeten sie um 2000 die Band Seng. Lange Zeit spielten sie englische Musik, die sie selbst schrieben. Anfang der 2010er begannen sie, es mit Schweizer Mundart zu probieren. Die Band gründeten sie in Luzern, wobei die Bandmitglieder inzwischen in Zürich leben.
2011 wurde die Band um Philipp Morscher und Daniel Gisler erweitert und in Hecht umbenannt. Ihr erster Mundartsong Tänzer und das Lied 24 Bilder erschienen noch im selben Jahr, ebenso die EP Revier Songs. Als Support von Baschi und 77 Bombay Street erlangten sie weitere Bekanntheit. Sie produzierten das Debütalbum Wer zerscht s’Meer gsehd und im Mai 2012 wurde es veröffentlicht. Es erreichte Platz 72 der Schweizer Hitparade. Bei den Swiss Music Awards wurden sie daraufhin als Best Talent National ausgezeichnet.
2015 lieferten sie den offiziellen Song für SRF bewegt, eine einwöchige Gesundheitsaktion des Schweizer Radios (SRF 1 und SRF 3) mit den Schweizer Bundesämtern für Gesundheit, Sport und Energie.
Am 28. August 2015 veröffentlichten Hecht ihr zweites Album Adam + Eva. Es stieg auf Platz 5 der Albumcharts ein. Am 9. März 2018 erschien mit Oh Boy das dritte Album der Band, das Platz 2 der Hitparade erreichte. Radio Pilatus schrieb dazu: «Trockene Riffs, eingängige Mundart-Texte und dazu Melodien, die sich unweigerlich im Gedächtnis festkrallen … das gilt auch auf ihrem neuesten Werk ‹Oh Boy›.»
Als Markenzeichen von Hecht gelten ihre originell gestalteten Musikvideos und energiegeladenen Konzert-Recap-Videos. Weiter fallen die Bandmitglieder durch ihre Tanzeinlagen und einstudierten Choreografien an Konzerten und in Musikvideos auf. Unter anderem arbeitet Hecht mit dem Zürcher Filmproduzenten Claude Gabriel zusammen, welcher auch die letzten zwei Musikvideos zum Song Heicho und Kawasaki realisiert hat.
Am 28. Oktober 2019 spielten sie ihr bis dahin grösstes Konzert im Zürcher Hallenstadion. Die Vorbereitung wurde in einer Filmdokumentation begleitet, die am 24. November 2019 auf dem Fernsehsender SRF 1 ausgestrahlt wurde.
Am Abend des 1. August 2022 traten Hecht im Rahmen der Feier zum Bundesfeiertag im Bundeslager der Pfadibewegung Schweiz im Goms auf. Sie spielten dabei vor einem Publikum mit rund 30'000 Personen.
Am 19. und 20. Dezember 2024 spielte Hecht zwei ausverkaufte Shows im Zürcher X-TRA und luden zu einer festlichen Weihnachtsshow ein. Im Jahr zuvor gaben sie bereits eine Show im X-TRA Weihnachten mit Hecht.
Im März 2025 fanden die ersten zwei Konzerte von Hecht in Deutschland statt. Am 12. und 13. März rockte die Band ausserhalb der eigenen Landesgrenzen und brachte Stimmung in München und Stuttgart. Zur Feier dieser Shows kam der Song Tontauben der Mundart-Band heraus, dessen Songtext auf Schriftdeutsch ist.

## Mitglieder
Stefan Buck komponiert und schreibt alle Lieder der Band und ist deren Frontman und Sänger und spielt Gitarre. Er ist verheiratet, hat zwei Kinder und wohnt in Albisrieden. Christoph Schröter ist der Gitarrist der Band. Er ist mit Stefan Buck im gleichen Dorf im Luzerner Seetal aufgewachsen. Er hat an der ETH Zürich Maschinenbau und Biomedizintechnik studiert und arbeitet in diesem Beruf. Daniel Gisler (* 1981 in Zürich) wohnt in Winterthur und ist der Keyboarder von Hecht. Er hat in Zürich Geografie studiert, mit einem Masterdiplom abgeschlossen und arbeitet als Consultant in diesem Beruf. Daneben ist er auch seit deren Gründung 2003 der Keyboarder der Winterthurer Indie-Pop-Band My Name Is George. Chris Filter ist der Schlagzeuger und Philipp Morscher ist Lehrer und der Bassist.

## Diskografie

### Alben
| Jahr | Titel                    | Höchstplatzierung, Gesamtwochen, AuszeichnungChartsChartplatzierungen (Jahr, Titel, Platzierungen, Wochen, Auszeichnungen, Anmerkungen) | Anmerkungen                           |
| Jahr | Titel                    | CH | Anmerkungen                           |
| ---- | ------------------------ | --- | ------------------------------------- |
| 2012 | Wer zerscht s’Meer gsehd | CH72 (3 Wo.)CH | Erstveröffentlichung: 24. Mai 2012    |
| 2015 | Adam + Eva               | CH5 Gold · (57 Wo.)CH | Erstveröffentlichung: 28. August 2015 |
| 2018 | Oh Boy                   | CH2 (54 Wo.)CH | Erstveröffentlichung: 9. März 2018    |
| 2020 | Live im Hallenstadion    | CH5 (3 Wo.)CH | Erstveröffentlichung: 3. Januar 2020  |
| 2022 | Hecht for Life           | CH1 Gold · (58 Wo.)CH | Erstveröffentlichung: 8. April 2022   |

EP
- Revier Songs (2011)

### Singles
| Jahr | Titel Album                                      | Höchstplatzierung, Gesamtwochen, AuszeichnungChartsChartplatzierungen (Jahr, Titel, Album, Platzierungen, Wochen, Auszeichnungen, Anmerkungen) | Anmerkungen                             |
| Jahr | Titel Album                                      | CH | Anmerkungen                             |
| ---- | ------------------------------------------------ | --- | --------------------------------------- |
| 2017 | Charlotta Adam + Eva                             | CH76 Gold · (4 Wo.)CH |                                         |
| 2017 | Kawasaki Oh Boy                                  | CH26 (30 Wo.)CH | Erstveröffentlichung: 17. November 2017 |
| 2018 | Heicho Oh Boy                                    | CH83 (2 Wo.)CH | Erstveröffentlichung: 2. März 2018      |
| 2019 | Besch ready für die Liebi vo mer? Hecht for Life | CH9 ×3Dreifachplatin · (25 Wo.)CH | Erstveröffentlichung: 30. August 2019   |
| 2020 | Nur 1 Minute Hecht for Life                      | CH28 (1 Wo.)CH | Erstveröffentlichung: 30. Oktober 2020  |
| 2021 | Prosecco Hecht for Life                          | CH49 (1 Wo.)CH | Erstveröffentlichung: 11. Juni 2021     |
| 2021 | Nimm mech i Arm Hecht for Life                   | CH89 (1 Wo.)CH | Erstveröffentlichung: 19. November 2021 |
| 2023 | Amigo –                                          | CH27 (8 Wo.)CH | Erstveröffentlichung: 9. Juni 2023      |
| 2025 | Mon Amour –                                      | CH33 (… Wo.)CH | Erstveröffentlichung: 9. Mai 2025       |

Weitere Singles
- Tänzer (2011)
- 24 Bilder (2011)
- Tanze tanze (2012)
- See springe (2012)
- Gymnastique (2015)
- Adam + Eva (2015)
- Brissago (2016)
- Fiji (2016)
- Min Name (2024)
- Tontauben (2025)

## Auszeichnungen
- 2013: Swiss Music Awards, Best Talent National[18]
- 2017: Swiss Music Awards, Best Live Act[19]
- 2020: Swiss Music Awards, Best Live Act[20]
- 2023: Swiss Music Awards, Beste Band[21]

## Nominierungen
- 2018: MTV Europe Music Awards für Best Swiss Act
- 2019: Swiss Music Awards für Best Group
- 2023: Swiss Music Awards für Best Live Act und Best Hit für das Lied Sommervögel
- 2024: Swiss Music Awards für Best Streaming Act und Best Hit für das Lied Amigo